# 麻雀

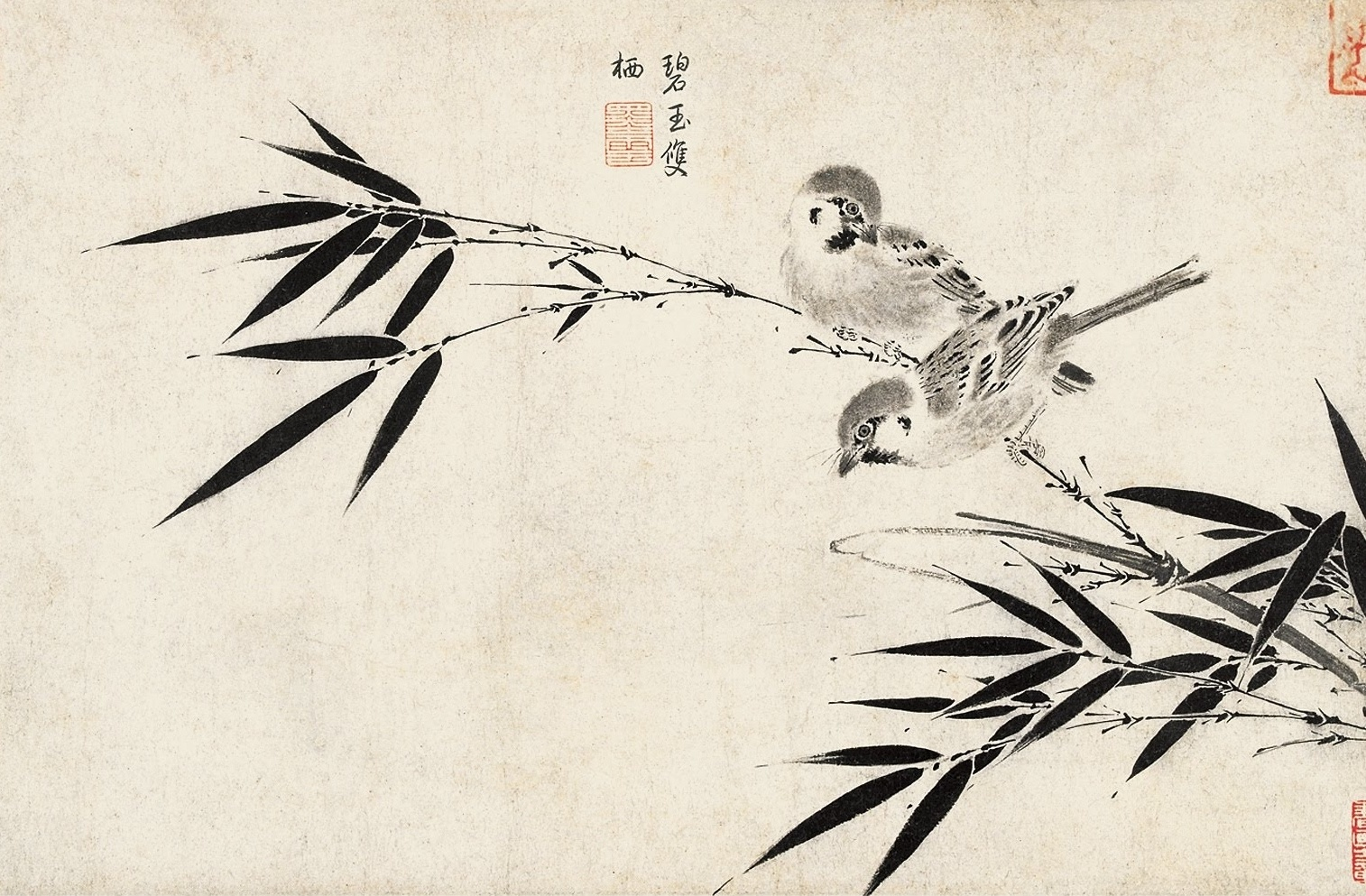
趙佶（宋徽宗）《写生珍禽图》卷描绘的麻雀

麻雀，是麻雀属下的一种鸟类，廣泛分佈於古北界的溫帶地區和東南亞，英文称为树麻雀。本种也被引入其他地區，包括美國，在那裡它被稱為欧亚树麻雀或德國麻雀（英語：German sparrow），以區別於美国本土的美洲樹麻雀，兩者實際上並無關聯。儘管已有多個亞種被認可，但這種鳥在其廣泛的分佈區域中外觀變化不大。
它們普遍在樹上築巢，身形比起其他鳥類來説比較小，身體大部分為褐色與白色，且相較其它鳥類特別的是，麻雀在陸地上移動時是用跳的。
麻雀在東亞的城鎮和城市中廣泛分佈，但在歐洲，它則多出現在稀疏樹林的開闊鄉村，而家麻雀則在更多的城市地區繁殖。麻雀的廣泛分佈和龐大數量確保了其在全球範圍內不至於瀕危，但西歐的種群數量已大幅下降，部分原因是農業活動的變化，包括增加使用除草劑及冬季作物殘留田地的減少。在東亞和西部澳大利亞，這種鳥有時被視為害鳥，但在東方藝術中它也經常受到讚揚。

## 分類學

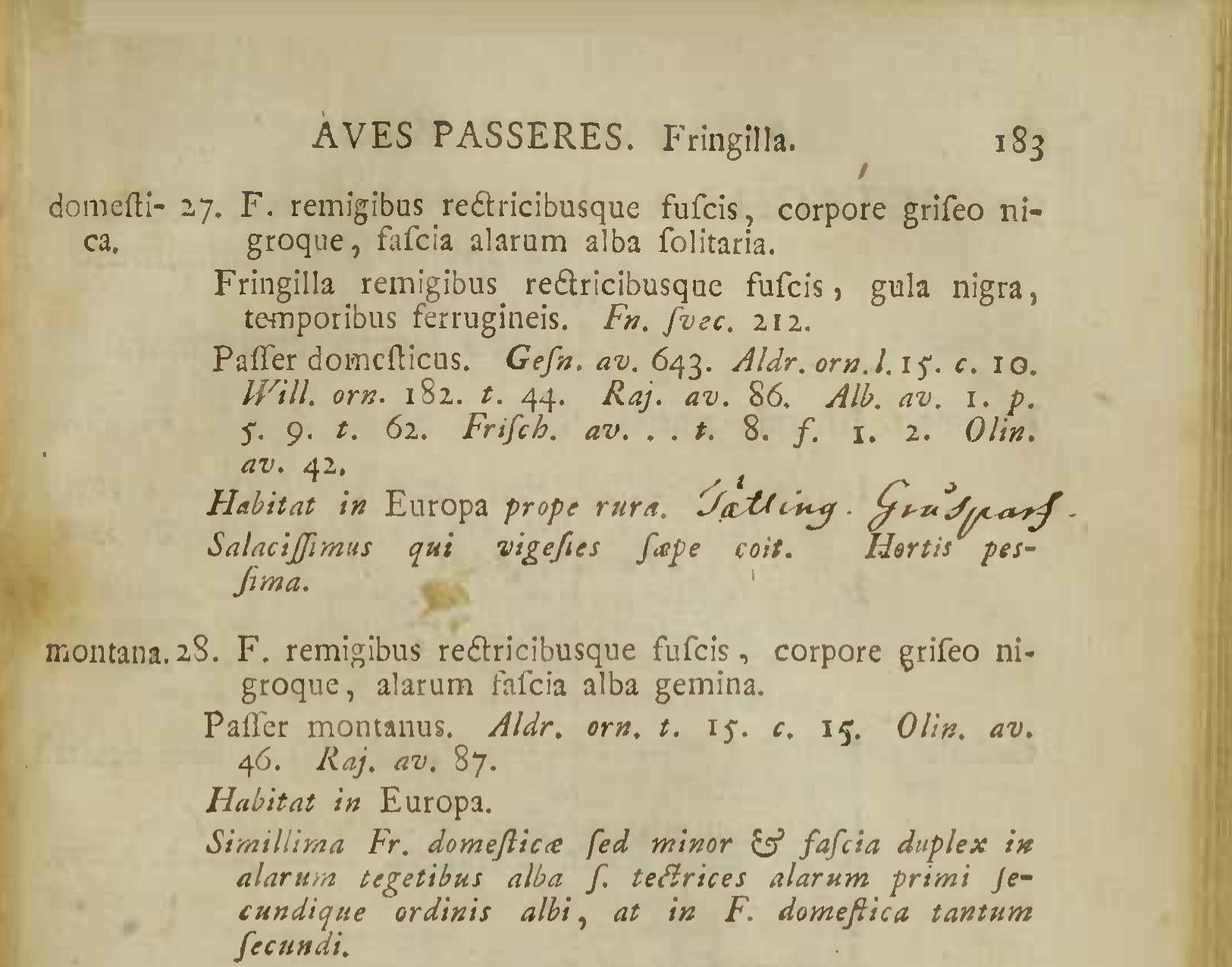
《自然系統》中對家麻雀和麻雀的描述

舊世界麻雀屬（Passer）是一群小型雀形目鳥類，据信起源於非洲，根據不同權威的說法，該屬包含15到25個物種。 它們的棲地通常是開闊且樹木稀疏的地區，儘管有幾個物種，尤其是家麻雀（P. domesticus），已經適應了人類的居住環境。這個屬中的大多數物種通常長約10—20 cm（3.9—7.9英寸），主要是棕色或灰色的小型鳥類，擁有短方形的尾巴和粗壯的圓錐形喙。它們主要在地面上覓食種子，但在繁殖期也會攝取無脊椎動物。 歐亞物種與樹雀鵐（Spizelloides arborea）沒有密切關係，後者屬於不同的新大陸麻雀，即雀鵐科。
麻雀的二名法名稱源自兩個拉丁文詞彙：passer，意為「麻雀」，以及montanus，意為「來自山區的」（來自mons，即「山」）。 麻雀最早由卡爾·林奈在他1758年的《自然系統》自然系統中描述為Fringilla montana， 但不久後與家麻雀一起，從雀科（Fringillidae）移入由法國動物學家馬蒂蘭·雅克·布里松於1760年創建的新屬Passer中。 麻雀的英文俗名（tree sparrow），源於它偏好在樹洞中築巢。這個名稱以及其學名montanus並未恰當描述這種鳥的棲地偏好：德語名稱Feldsperling和匈牙利語名稱mezei veréb（「田野麻雀」）更接近反映其習性。

### 亞種

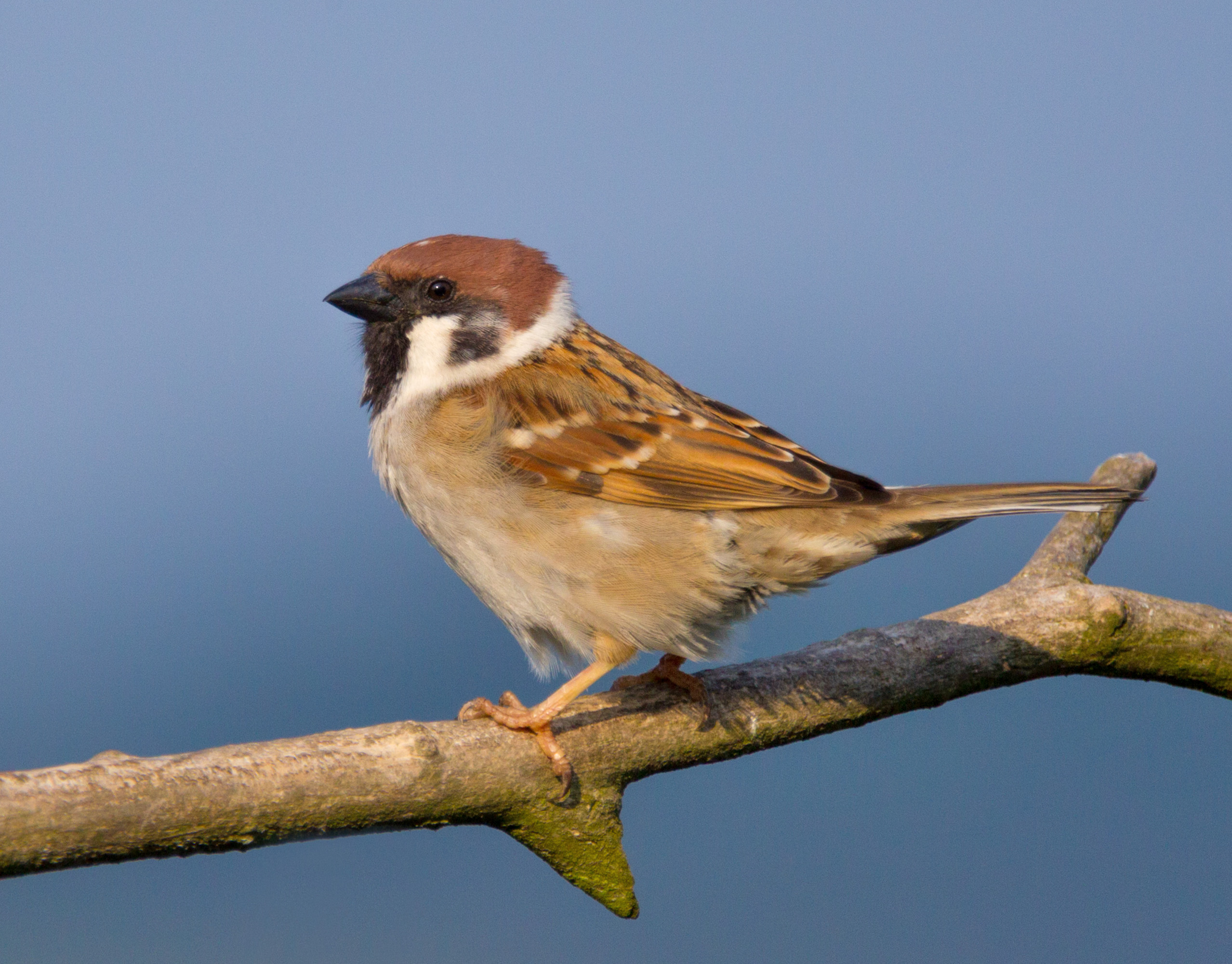
P. m. montanus
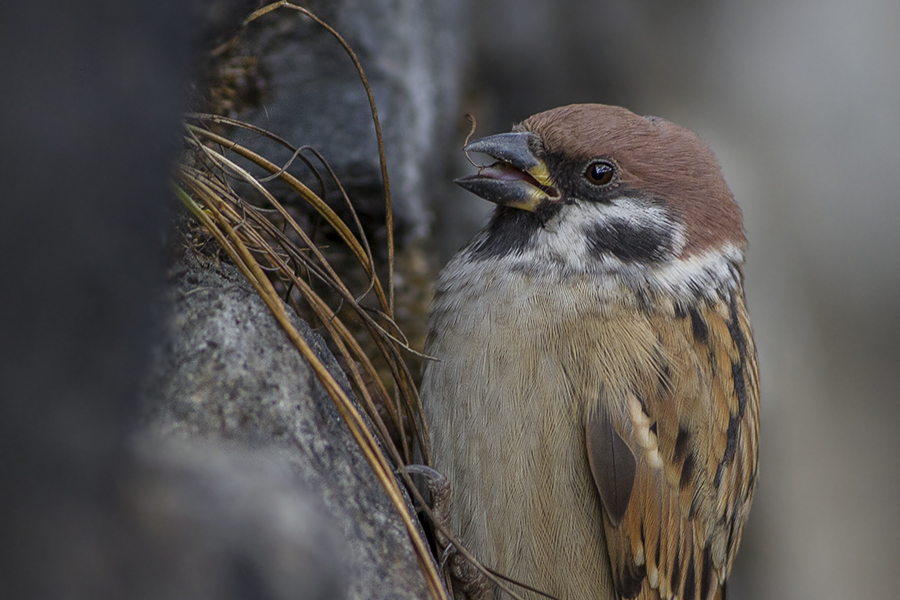
P. m. tibetanus
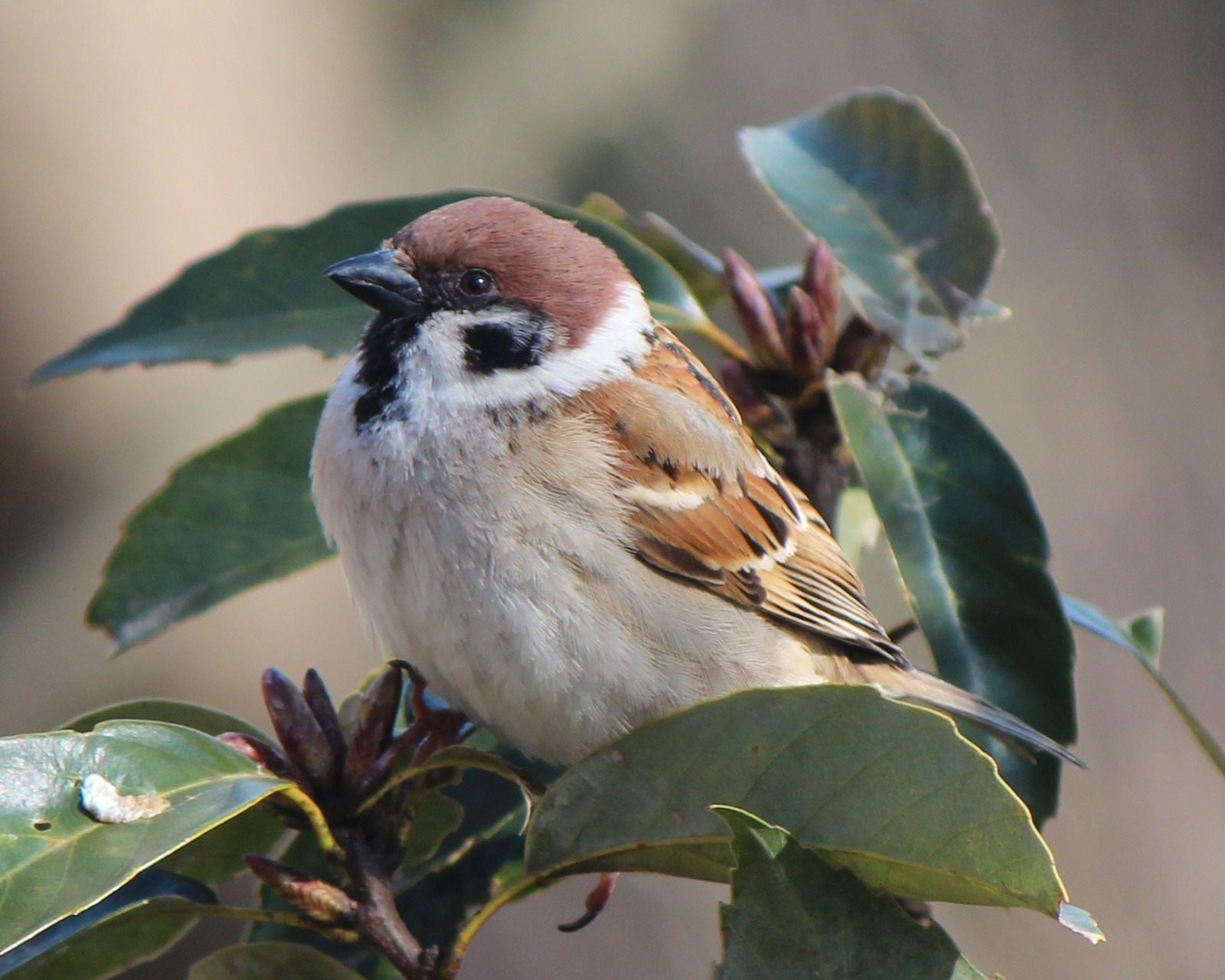
P. m. saturatus
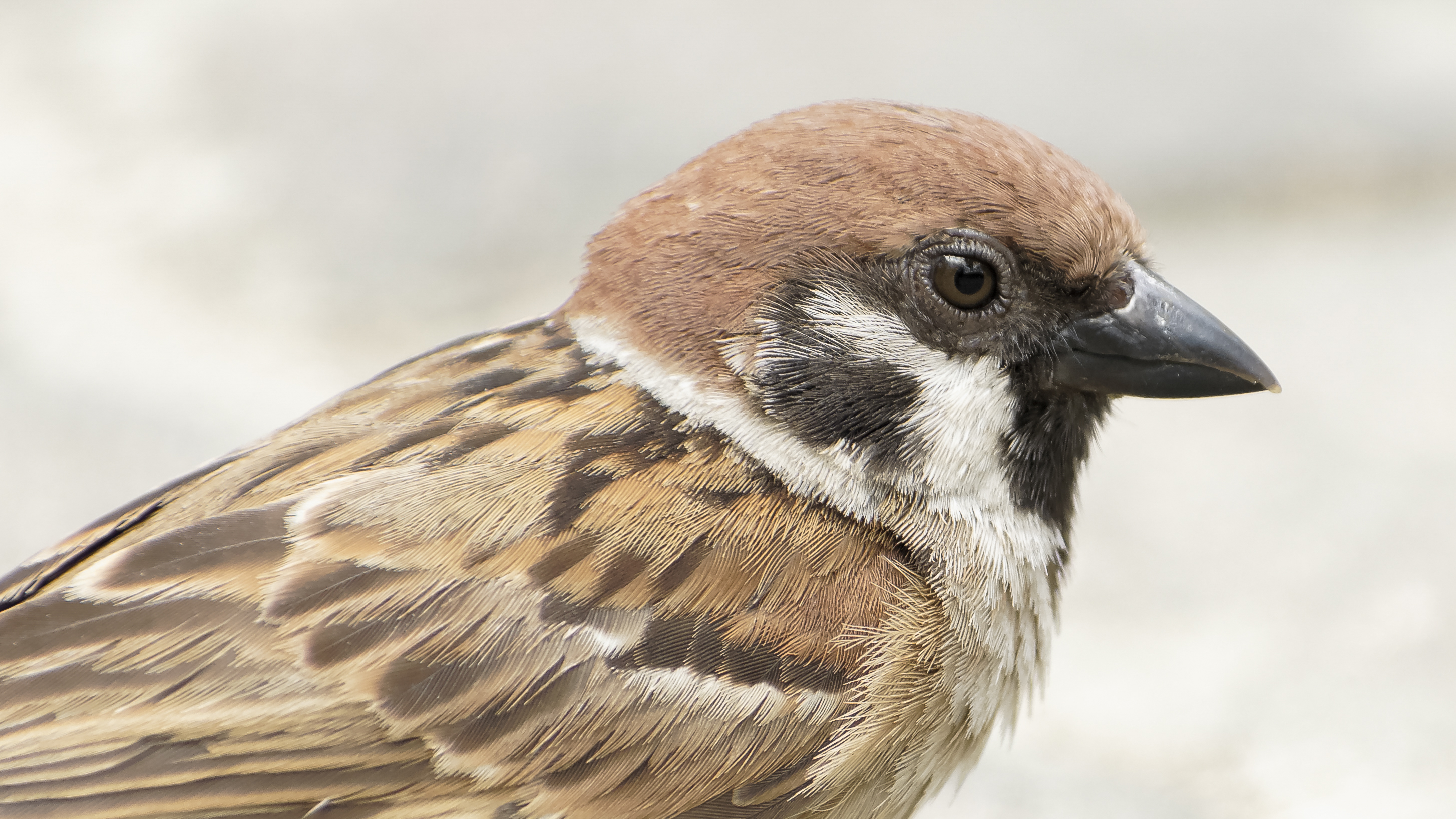
P. m. malaccensis
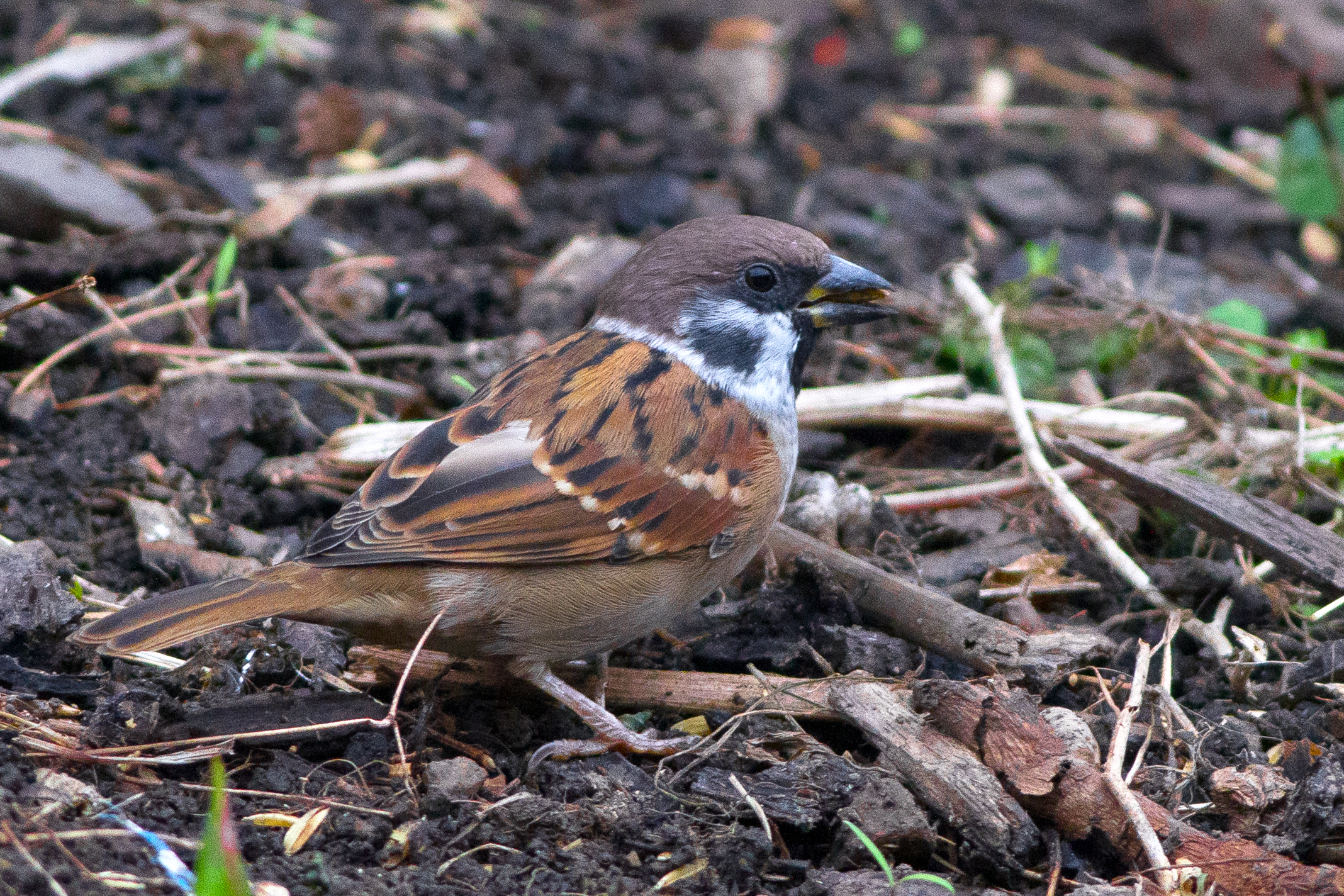
P. m. hepaticus

這個物種在其廣泛的分佈範圍內外觀變化不大，Clement認可的七個現存亞種之間差異很小。至少有15個其他亞種曾被提議，但它們被認為是已列出的亞種的中間型。
- 歐洲樹麻雀（P. m. montanus），指名亞種，分佈於歐洲，除西南部伊比利半島、南部希臘和前南斯拉夫外。它也在亞洲繁殖，範圍東至勒拿河，南至土耳其北部、高加索、哈薩克和蒙古，以及北韓。
- 高加索樹麻雀（P. m. transcaucasicus），由謝爾蓋·亞歷山德羅維奇·布圖林於1906年描述，繁殖範圍從高加索南部延伸至伊朗北部。相比模式亞種，它顏色較暗淡且偏灰。[11]
- 阿富汗樹麻雀（P. m. dilutus），由查爾斯·華萊士·里士滿於1856年描述，分佈於伊朗東北部、巴基斯坦北部和印度西北部。它也出現在更北的地區，從烏茲別克和塔吉克東延至中國。與P. m. montanus相比，它顏色較淡，上半部呈沙棕色。[11]
- 藏樹麻雀（P. m. tibetanus），該亞種體型最大，由斯圖爾特·貝克於1925年描述。它分佈於喜馬拉雅山脈北部，從尼泊爾向東延伸至西藏和中國西北部。它類似於P. m. dilutus，但顏色較深。[11]
- P. m. saturatus，由萊昂哈德·赫斯·斯坦內格於1885年描述，分佈於庫頁島、千島群島、日本、台灣和韓國。它比模式亞種顏色更深，且喙更大。[11]
- P. m. malaccensis，由阿方斯·杜波依斯於1885年描述，分佈於喜馬拉雅山南部，東至海南和印度尼西亞。它是深色亞種，類似P. m. saturatus，但體型較小且上半身斑紋較重。[11]
- P. m. hepaticus，由西德尼·迪倫·里普利於1948年描述，繁殖於阿薩姆東北部至緬甸西北部。它外觀與P. m. saturatus相似，但頭部和上半身顏色更紅。[11]

## 描述
麻雀体形较小，体长为12.5至14公分左右，体形短圆，具有典型的食穀鸟特征。麻雀雄雌同形同色，头顶和后颈为栗色，面部白色，双颊中央各自有一块黑色色块，这块黑色的小脸蛋是鉴别麻雀的关键特征，有研究指出，在群体中地位越高的个体喉部的黑色区域也相应越大，黑色也越饱满；上体褐色，具黑色斑点，所有飞羽、小覆羽、初级覆羽均为黑褐色；具两道污白色翅斑；尾羽褐色；下体污白色；虹膜为深褐色；喙呈圆锥形，比较粗壮，呈黑色；足为粉褐色。（見圖）
人們常將這個物種與體型稍大的家麻雀混淆。但這種麻雀的褐色較深、頭部呈銅色、白色面頰上有黑的色塊。
這種麻雀在其屬內獨具特色，因為雌雄鳥的羽毛沒有差異；幼鳥也與成鳥相似，但顏色通常較為暗淡。 它鮮明的臉部花紋讓這個物種在各種羽毛形態下都易於識別； 體型較小且頭頂為棕色而非灰色，這也是與雄性家麻雀的另一個區別。 成鳥和幼鳥的麻雀在秋季進行緩慢的完全換羽，儘管儲存的脂肪減少，但體重卻增加。這一體重變化是由於血容量的增加以支持活躍的羽毛生長，並且體內的水分含量普遍較高。
麻雀沒有真正的歌曲，但其鳥類發聲包括未配對或正在求偶的雄鳥發出的興奮的tschip叫聲。其他單音節的啁啾聲在社交接觸中使用，飛行時的叫聲是刺耳的teck。 一項比較引入密蘇里州種群與德國麻雀的研究顯示，美國的麻雀共享的音節類型（模因）較少，種群內的結構較歐洲麻雀更多。這可能是由於北美最初的種群數量較少，導致了基因多樣性的喪失。
- 麻雀的蛋
- 麻雀群
- 樹上的麻雀

## 分佈與棲地

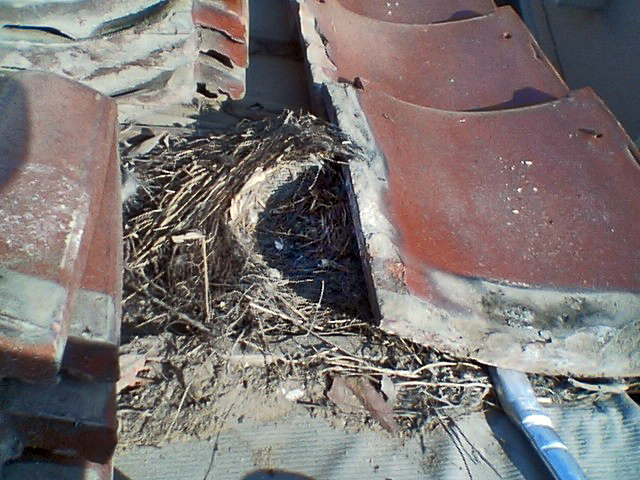
日本木造房屋屋瓦下的城市巢穴

歐亞樹麻雀的自然繁殖範圍包括北緯 68°以南的歐洲和亞洲溫帶大部分地區（在此緯度以北，夏季氣溫過低，7月的平均氣溫低於12 °C（54 °F）），並延伸至東南亞，包括爪哇和峇里島。它過去曾在法羅群島、馬耳他和戈佐繁殖。 在南亞，它主要出現在溫帶地區。 在其廣大的範圍內，大部分種群是留鳥，但最北部的繁殖種群會在冬季遷徙至南方， 也有少數會離開南歐遷徙至北非和中東。 東部亞種P. m. dilutus冬季會到達巴基斯坦沿海，秋季有數千隻這個亞種的麻雀經過中國東部。
麻雀被引進到其原生範圍之外，但並非一般能成功建立種群，這可能是由於與家麻雀的競爭。它成功引入了撒丁島， 東印尼、菲律賓和密克羅尼西亞，但引入紐西蘭和百慕大的嘗試未能成功。乘船的麻雀成功在婆羅洲殖民。這種麻雀曾作為自然的迷鳥出現在直布羅陀、突尼西亞、阿爾及利亞、埃及、以色列、阿拉伯聯合大公國、 摩洛哥和冰島。  
在北美洲，約有15,000隻麻雀定居於密蘇里州聖路易斯及其鄰近的伊利諾伊州和愛荷華州東南部。 這些麻雀的祖先來自12隻從德國引進的鳥，並於1870年4月底釋放，作為增強美洲本土鳥類群的計劃之一。在其有限的美國分佈範圍內，約22,000平方（8,500平方英里）， 麻雀需要在城市中心與家麻雀競爭，因此主要棲息於公園、農場和鄉村的樹林中。 美國的這個種群有時被稱為「德國麻雀」，以區別於本地的樹雀鵐物種以及更為廣泛分佈的「英國」家麻雀。
在澳大利亞，麻雀出現在墨爾本、維多利亞州中部和北部的城鎮，以及新南威爾斯Riverina地區的一些中心地區。它在西澳大利亞州是一種被禁止的物種，該地的麻雀通常是隨著從東南亞來的船隻抵達的。
儘管它的學名是Passer montanus，但這種鳥類並非典型的山地物種，在瑞士僅到達700米（2,300英尺）的高度，儘管它曾在高加索北部的1,700米（5,600英尺）和尼泊爾的4,270米（14,010英尺）繁殖。 在歐洲，它經常出現在有懸崖的海岸、空置的建築物、緩慢水流沿岸的修剪過的柳樹，或是有稀疏樹林的開闊鄉村地區。 麻雀對靠近濕地棲地的巢位表現出強烈偏好，並且避免在高度集約化管理的混合農田上繁殖。
當麻雀和體型較大的家麻雀出現在同一地區時，家麻雀通常在城市地區繁殖，而體型較小的麻雀則在鄉村築巢。 在樹木稀少的地區，如蒙古，兩個物種都可能利用人造結構作為巢位。 麻雀在歐洲是鄉村鳥類，但在東亞是城市鳥類；在南亞和中亞，兩種麻雀屬物種都可以在城鎮和村莊周圍找到。 在地中海的一些地區，如義大利，樹麻雀和義大利或西班牙麻雀都可能出現在居民區。 在澳大利亞，麻雀主要是城市鳥類，而家麻雀則利用更多自然棲地。

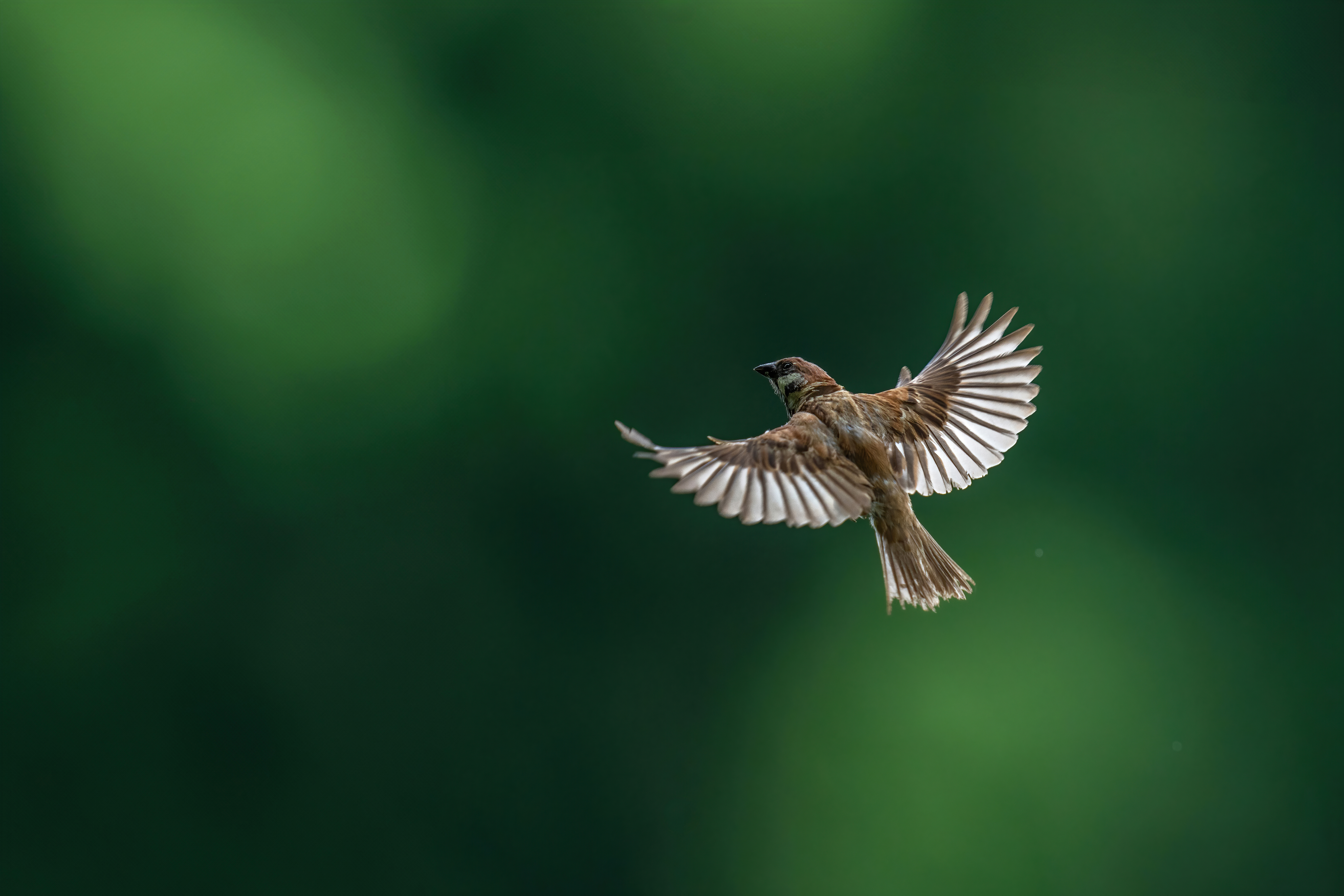
飛行中

## 行為與生態

### 繁殖

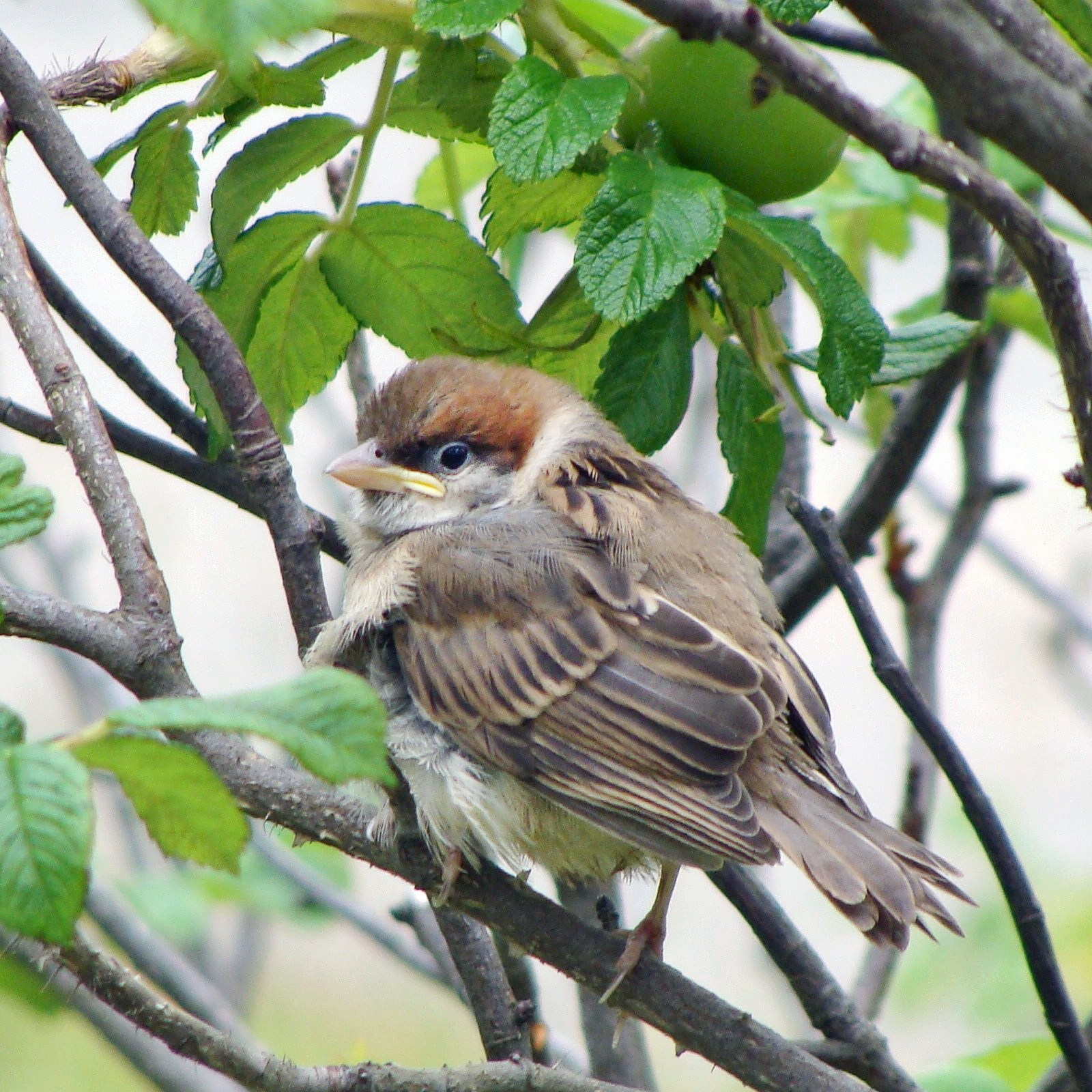
羽翼剛長好的雛鳥

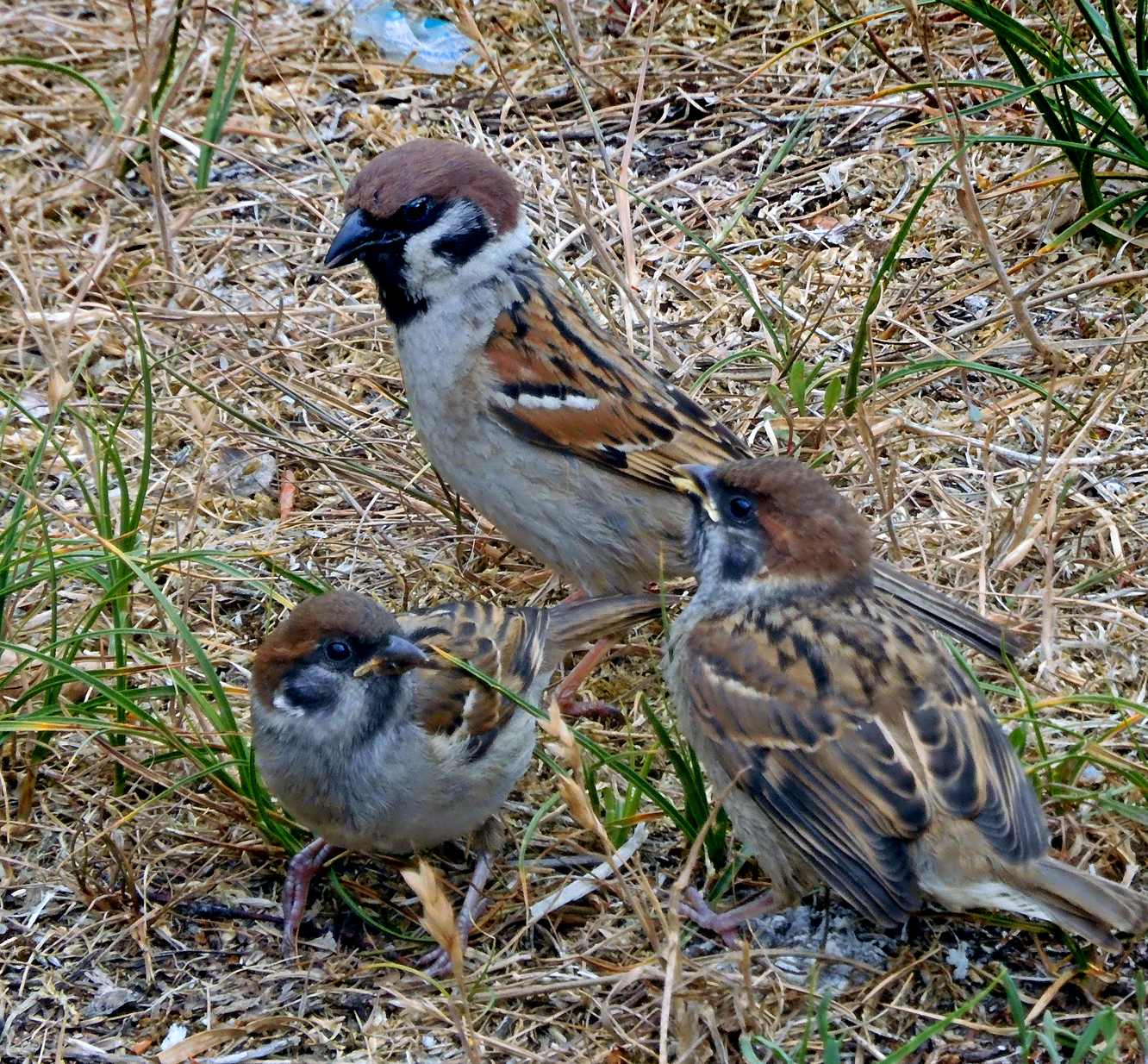
一隻成鳥和兩隻亞成鳥

麻雀在孵化後一年內達到繁殖成熟， 通常會在老樹或岩壁的洞穴中築巢。有些巢並非建在洞穴中，而是建在懸垂的金雀花或類似灌木的根部之間。 房屋的屋頂洞穴也可能被用作巢位， 而在熱帶地區，棕櫚樹的樹冠或陽台的天花板也能作為巢位。 這個物種也會在廢棄的歐亞喜鵲圓頂巢中繁殖， 或是使用大型鳥類（如白鸛、白尾海鵰、鶚、黑鳶或蒼鷺）的活躍或廢棄的樹枝巢。有時，它們會嘗試佔據其他在洞穴或封閉空間內繁殖的鳥類的巢穴，如家燕、西方毛腳燕、灰沙燕或黃喉蜂虎。
成對的麻雀可能單獨繁殖，也可能以鬆散的群體形式繁殖， 並且很樂意使用巢箱。一項西班牙研究顯示，使用木材和混凝土混合（木混凝土）製作的巢箱比木製巢箱的占用率高得多（76.5%對33.5%），並且在木混凝土巢箱中築巢的鳥類有更早的產卵期、更短的孵化期，以及每季更多的繁殖次數。巢箱類型對窩卵數量和雛鳥狀況沒有影響，但木混凝土巢箱的繁殖成功率較高，可能是因為合成巢箱比木製巢箱溫暖1.5°C。
雄鳥在春季靠近巢位鳴聲，以宣示領地並吸引配偶。它還可能會將築巢材料帶入巢洞。 這種求偶行為和築巢過程在秋季會再次重複。秋季展示的首選位置是舊的麻雀巢穴，特別是那些曾經孵化過雛鳥的巢穴。空巢箱和被家麻雀或其他洞巢鳥類（如山雀、斑姬鶲或普通紅尾鴝）使用的巢位很少被用作秋季展示場所。
這種雜亂的巢由乾草、草、羊毛或其他材料組成，內襯羽毛， 羽毛能增強保溫性能。 一個完整的巢有三層：底層、內襯層和圓頂。 典型的巢卵數為五到六顆（在馬來西亞則很少超過四顆）， 卵的顏色為白色至淺灰色，上面有明顯的斑點、小斑塊或斑紋； 卵的大小為20 mm × 14 mm（0.79英寸 × 0.55英寸），重量為2.1 g（0.074 oz），其中7%為蛋殼。 雙親共同孵卵12到13天後，晚熟鳥、無羽毛的雛鳥孵化，再經過15到18天便會羽化。每年可以養育兩到三窩； 群體繁殖的鳥類在第一窩產下更多的卵和雛鳥，但第二窩和第三窩則是單獨繁殖的鳥類更為成功。 交配頻繁的雌鳥傾向於產下更多的卵，孵化期也較短，因此成對的交配次數可能是其繁殖能力的指標。 麻雀具有顯著的多配性；在一項匈牙利研究中，超過9%的雛鳥由配偶之外的雄鳥所生，並且20%的巢窩至少包含一隻配偶外的幼鳥。
雜交現象在多個地區都記錄到了麻雀與家麻雀的雜交，雜交後的雄鳥傾向於更像麻雀，而雌鳥則與家麻雀更為相似。 在東高止山脈， 據說是引進的麻雀種群， 也可能與家麻雀發生雜交。 至少有一次，混合配對產下了具繁殖能力的幼鳥。 在馬爾他，曾記錄到麻雀與當地麻雀（介於黑胸麻雀（P. hispaniolensis）與義大利麻雀（P. italiae）之間的中間型麻雀）在1975年發生的野外雜交事件。

### 覓食

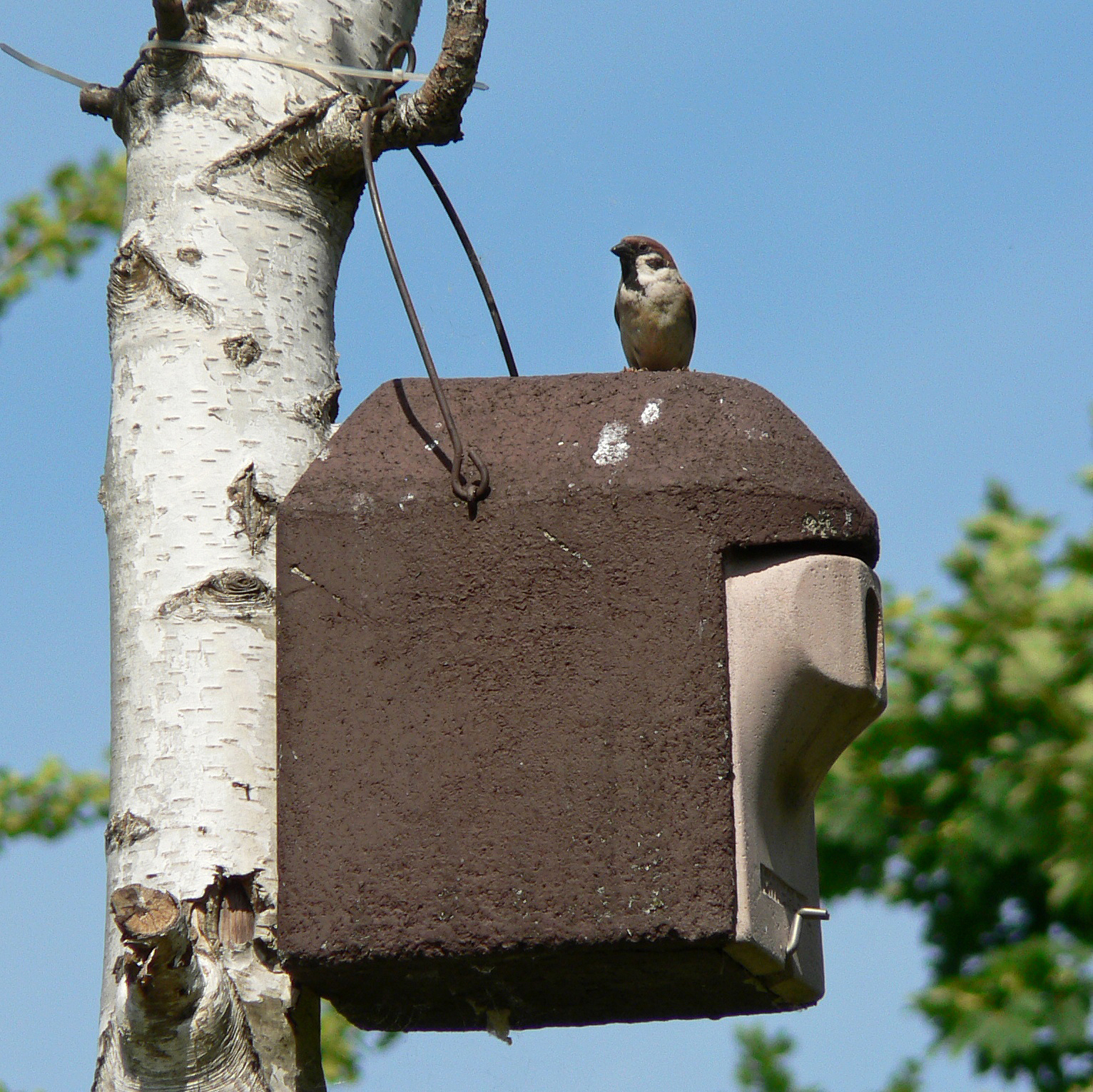
木材混凝土材質的巢箱

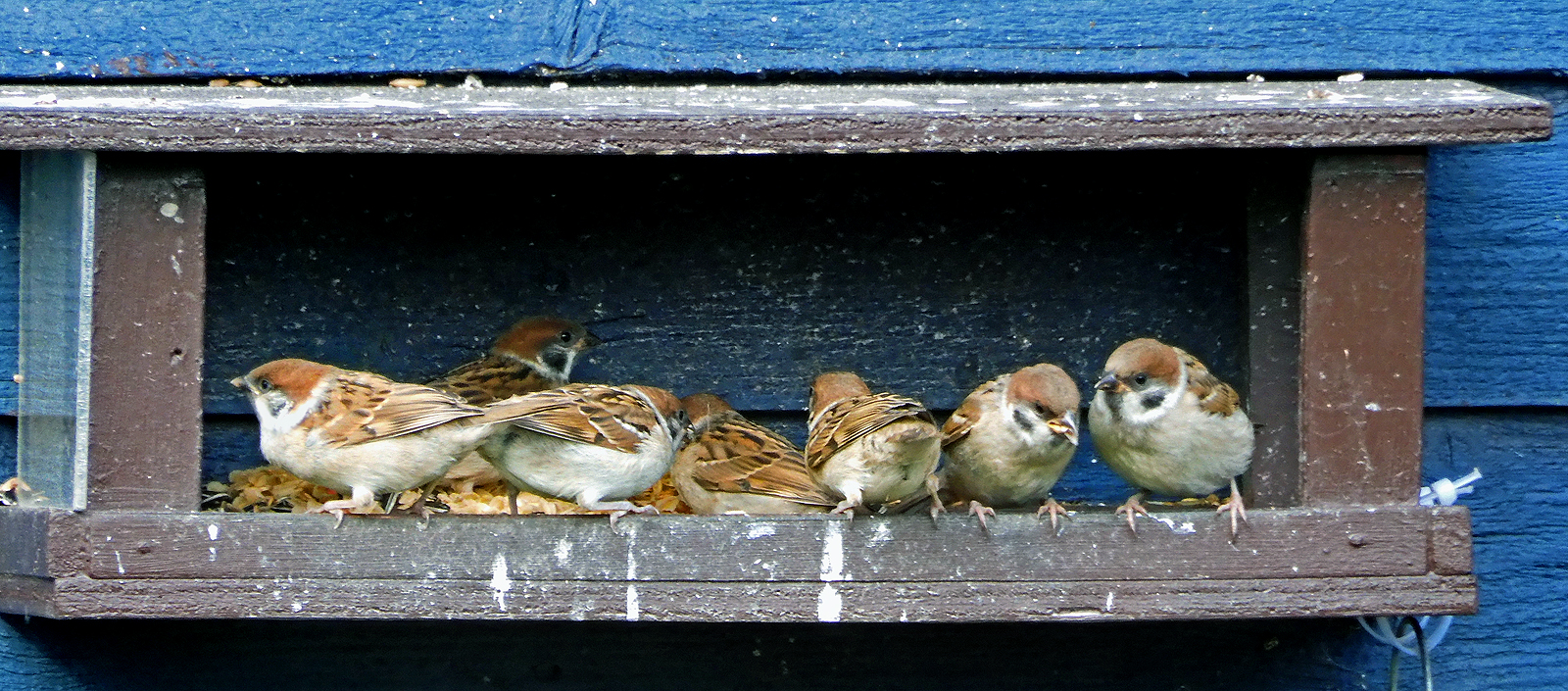
社交性很高的鳥，共享餵鳥器沒有問題

麻雀主要以種子和穀物為食，通常成群在地面上覓食，經常與家麻雀、雀科或鵐科鳥類一起進食。它會吃雜草種子，如石竹科的莧草和藜科的藜屬植物，還有灑落的穀物， 並且有時會造訪鳥食器，特別是吃花生。它也會以無脊椎動物為食，尤其是在繁殖季節，當幼鳥主要以動物性食物為主時，它會捕捉昆蟲、潮蟲、千足蟲、蜈蚣、蜘蛛和盲蛛。
成鳥在覓食無脊椎獵物以餵養雛鳥時，會使用各種濕地，濕地在提供足夠多樣且適合的無脊椎獵物方面，對於這種多次繁殖物種長期的繁殖季節中成功撫育雛鳥起到了關鍵作用。由於集約化農業的影響，大量曾經占用的農田不再提供這些無脊椎資源，並且距巢位1（0.62英里）範圍內的補充種子食物的可用性並不會影響巢位選擇或養育的幼鳥數量。
在冬季，種子資源最有可能成為關鍵的限制因素。 在這個季節，群體中的個體會形成線性的優勢階層，但喉斑的大小與該階層中的位置之間並沒有明顯關聯。這與家麻雀不同；在家麻雀中，喉斑的顯示會減少爭鬥以確立優勢，喉斑的大小充當了信號理論中的適合度「徽章」。 然而，有證據表明，雄性而非雌性的樹麻雀，其黑色喉斑可以預測其在覓食群體中的打鬥成功率。
捕食風險會影響覓食策略。一項研究表明，避難所與食物供應點之間的距離增加時，麻雀會以較小的群體造訪食物來源，並且花在食物上的時間更少，當遠離避難所時牠們會更加警惕。麻雀可以作為「生產者」，直接尋找食物，或作為「蹭食者」，僅僅加入已經發現食物的其他群體成員。蹭食行為在暴露的覓食點上增加了30%，但這並不是由於反捕食警戒增加。可能的解釋是，風險較高的地方被脂肪儲備較低的個體使用。

## 食物
麻雀是杂食性鸟类，根据一年不同時間会取食不同的食物，春夏季节昆虫活动频繁，植物较少结出果实，麻雀的主要食物是各种昆虫，而秋冬季节，各种植物包括人工种植的作物结实，昆虫活动逐渐减弱，麻雀的主要食物则为各种植物的种子、果实，尤以各种作物为主；近年来在城市中生活的麻雀早已充分适应，学会寻找人类丢弃的残羹冷炙，获得了稳定的食物来源后上述的季节差异就逐渐淡化了。

## 保育狀況

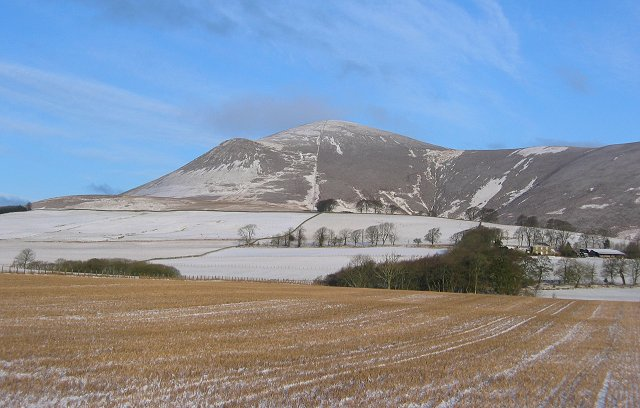
冬季殘留作物是季節性食物資源。

麻雀的分佈範圍估計為98.3 million 平方（38.0 million 平方英里），種群數量約為1.9億至3.1億隻。儘管種群數量在下降，但該物種的數量預計不會達到IUCN紅色名錄中的種群減少標準（即10年或三代內下降超過30%）。因此，該物種在全球範圍內的保育狀況評估為無危。
儘管麻雀在芬諾斯堪底亞和東歐的分佈範圍正在擴大，但其在西歐大部分地區的種群數量正在下降， 這一趨勢也反映在其他農田鳥類如雲雀、黍鵐和小辮鴴的種群中。從1980年到2003年，常見農田鳥類的數量下降了28%。 種群的崩潰在英國特別嚴重，1970年至1998年間下降了95%， 在愛爾蘭，1990年代末僅有1,000至1,500對。 在不列顛群島，這種下降可能是由於自然波動，這也是麻雀所知的易受影響因素之一。 隨著種群數量的減少，繁殖表現顯著改善，這表明生產力的下降並不是種群下降的原因，而生存率才是關鍵因素。 麻雀數量的大幅下降可能是農業集約化和專業化的結果，特別是除草劑使用的增加以及秋季播種作物（犧牲了冬季提供殘茬地的春季播種作物）的趨勢。從混合農業轉向專業化農業以及殺蟲劑的增加使用，減少了幼鳥可用的昆蟲食物量。
中國在經過打麻雀運動全國捕殺近57億隻麻雀行動，因此種鳥類會啄食稻米等飽腹,而進行人為數量控制,
近年来部分地区的麻雀数量呈下降趋势，甚至已经在中国南方的一些城市完全消失了。如今在中国麻雀已被列为国家保护的有益或有经济、研究价值的陆生野生动物。任何未经允许捕杀、出售、食用麻雀的行为，均属违法。

## 生态环境
麻雀是典型的亲人种，活动于人类活动较多的环境，它们的栖息所和觅食地常就在城镇村落中，但本物种仅见于平原，山区难见它们的身影。因为麻雀非常近人，仅在有人类活动的环境出现，中國人将他们称为“会飞的老鼠”，而台灣並沒有這種說法。
在歐洲這種麻雀居住在鄉間；在部份亞洲地區，這種麻雀則是城市常見的鳥類（例：香港）。在東南亞則在都會，鄉村，和野外都可發現它的蹤影，它們常成群棲息在電線上，特別是在清晨時。在澳洲它們分布在野外和人口不密集的地區，在都市中則沒有發現。
有時可以發現它們在個別的樹上築巢，然而麻雀在一年的四個季節中都是成群的，具有很多洞的老樹群，通常是它們最喜愛的築巢地點。它們的巢比較不工整，築巢材料的種類很多，包括草，乾草，羊毛，羽毛等。有時它們的巢會位於岩石中，灌木叢的根部，或是建築物如穀倉的屋簷下。牠們每次生下4至6枚蛋，通常是5枚。

## 与人类的关系

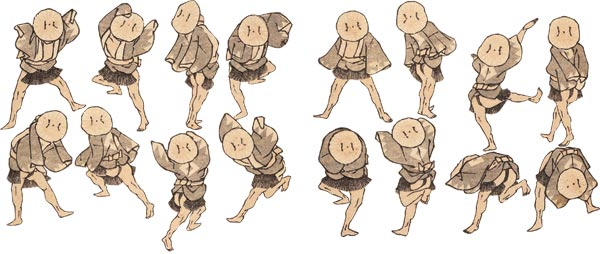
葛飾北斎《北斎漫画》中的『雀踊』

### 正面的关系
麻雀在繁殖期以昆蟲育雛，能消滅大量害蟲，而且只要氣候溫暖，食物豐富，麻雀每年多數月份都能產卵育雛，一年可以繁殖3-5窩。所以，從總體上講，麻雀經常是在消滅害蟲；在菜園、果園、花園及房屋附近，麻雀捕食甲蟲、象鼻蟲、螞蟻、臭蟲、蒼蠅及蝴蝶，是有益處的；在秋、冬兩季，麻雀吃雜草種子，對除莠有好處；特別是在大城市裡，其他鳥類非常少，麻雀在消滅人行道、街心花園、公園中的害蟲，保護城市的綠化中起作用。

### 负面的关系
在中國歷史上曾經就麻雀的食性發生過激烈的爭論，毛澤東根據主觀經驗認為麻雀以穀物為食，嚴重地影響了農業生產，因而將麻雀定為“四害”之中的第四，在中華人民共和國開展了轟轟烈烈的打麻雀運動，一時間包括麻雀在內的很多雀形目小型鳥類遭到了滅頂之災，但很快這種人工干預生態環境的行為的不良後果開始顯露，由於大量麻雀和其他小型鳥類因為消滅（打）麻雀運動而喪命，農田蟲害嚴重，農業生產遭到嚴重影響，不久包括鄭作新在內的很多鳥類學者通過野外研究，證實了在麻雀的食譜中，人工種植的穀物僅佔不到50%的比重，他們的研究成果甚至發表在中共中央的機關報《人民日報》上，這是絕無僅有的，不久毛澤東將四害中的麻雀除名，代之以蟑螂。
虽然是曾经的“四害”，但它现在属于中国“三有动物”，受中华人民共和国刑法和中华人民共和国野生动物保护法保护。2013年，河南新密有人捕捉了300余只麻雀，结果被判非法狩猎罪，处拘役6个月，缓刑一年。
18世纪，普鲁士的腓特烈二世也下令捕杀过麻雀，但很快导致虫灾泛滥。第二次世界大战后的饥荒时期，德国也开展了捕杀麻雀的运动。

### 中國與東南亞國家的麻雀与非法鸟类贸易
在中国大陸地區、港澳地區，以及東南亞部分國家，如越南、柬埔寨、泰國、寮國等很多國家中，麻雀是非法鸟类市场上常见的鸟类，但与大山雀等鸟类不同的是，本物种并非以宠物的身份出现在市场上，而是被作为野味出售，在很多城市“炸家雀”是常见的小吃。